# Castello di Elmina
Il Castello di Elmina (in portoghese: Castelo de São Jorge da Mina) è uno dei circa trenta "castelli degli schiavi" o grandi fortezze commerciali costruite sulla Costa d'Oro dell'Africa occidentale (oggi Ghana), lungo il Golfo di Guinea, dai commercianti europei. È il più antico edificio europeo dell'Africa subsahariana.
Fatta erigere da Giovanni II del Portogallo nel 1482 come centro di scambio commerciale di nome Castelo de São Jorge da Mina (Castello di San Giorgio della Miniera), la fortezza, nota anche semplicemente come Mina o Feitoria da Mina, sorge nei pressi dell'attuale città di Elmina, in Ghana. Dopo la sua occupazione da parte dei Paesi Bassi nel 1637, rimase sotto il controllo degli olandesi sino al 1814. Nel 1872 la Costa d'Oro olandese passò all'Impero britannico. Nel 1957, con l'indipendenza del Ghana, il controllo della fortezza divenne appannaggio del Dominion del Ghana.
Oggi sito storico riconosciuto dall'UNESCO e Patrimonio dell'umanità, nel 1987 ospitò le riprese del film di Werner Herzog Cobra Verde.

## Storia

### Pre-Portogallo
Intorno al XV secolo, le popolazioni stanziate sulla costa dell'Africa occidentale erano presumibilmente dei Fante, etnia di incerta relazione con l'etnia Akan. Erano un popolo di mercanti e minatori che commerciavano oro con il Mediterraneo e il Vicino Oriente dal medioevo, la cui origine va però tracciata nelle foreste che occupano le terre a nord della costa.
Queste popolazioni erano suddivise in comunità tribali distinte tra loro secondo linee di parentela. La famiglia era estremamente importante nella società e i capifamiglia erano uniti in comunità sotto un'autorità locale riconosciuta. Solo lungo la Costa d'Oro esistevano più di venti regni indipendenti. Elmina si trovava tra due diversi regni Fante: Fetu e Eguafo. Gli africani occidentali hanno coltivato antichi legami con altre parti del mondo. Il commercio di metalli comuni, le forme artistiche iconiche e il sistema agricolo rivelano che i collegamenti costieri transahariani e regionali prosperarono.

### Arrivo dei Portoghesi
I portoghesi raggiunsero per la prima volta quella che divenne nota come la Costa d'Oro nel 1471. L'Infante Enrico il Navigatore aveva avviato l'esplorazione della costa africana nel 1418 alla ricerca di favoleggiate terre africane piene d'oro e avorio, d'una rotta meridionale per l'India che permettesse di aggirare il mondo islamico stabilendo un commercio diretto con l'Asia, nonché spinto da intenti di proselitismo cristiano e da velleità crociate (gli europei vivevano allora nel mito del regno del Prete Gianni il cui regno si trovava da qualche parte tra l'Africa e l'Asia).
Per tutte queste ragioni, i portoghesi svilupparono il commercio con la Guinea. Fecero progressi graduali lungo la costa africana, raggiungendo in ogni viaggio un punto più lontano del precedente. Morto Enrico il Navigatore (1460), a causa dei primi magri ritorni delle esplorazioni africane, i reali portoghesi avevano perso interesse per le stesse. Nel 1469 pertanto, Alfonso V "l'Africano", concesse il monopolio del commercio in una parte del Golfo di Guinea a Fernão Gomes al costo di 200.000 real l'anno e a patto che esplorasse 100 leghe (480 km) di costa ogni anno per cinque anni. Gomes impiegò gli esploratori João de Santarém, Pedro Escobar, Lopo Gonçalves, Fernão do Pó e Pedro da Sintra, andando ben oltre quanto richiestogli: sotto il suo patrocinio, i portoghesi attraversarono l'Equatore entrando nell'emisfero australe e trovarono le isole del Golfo di Guinea, tra cui São Tomé e Príncipe. Nel 1471, gli esploratori di Gomes raggiunsero Elmina e vi scoprirono un fiorente commercio d'oro via terra tra i nativi e i commercianti arabi e berberi di passaggio. Gomes stabilì lì il proprio avamposto commerciale (feitoria) che divenne noto come "A Mina" (it. "La miniera").

### La costruzione del castello
Il commercio tra Elmina e il Portogallo crebbe durante il decennio successivo all'istituzione della feitoria. Nel 1481, il neo incoronato Giovanni II del Portogallo decise di costruire un forte sulla costa per garantire la protezione della feitoria (opportunamente trasformata in un'azienda della Corona) per proteggere il commercio dell'oro ghanese che fu presto assorbito come monopolio reale. Re Giovanni inviò tutto il materiale necessario per costruire il forte su dieci caravelle e due navi da trasporto. I materiali, che comprendevano di tutto, dalle pesanti pietre di fondazione alle tegole, furono inviate, in forma premontata, insieme alle provviste per seicento uomini. Al comando di Diogo de Azambuja (1432–1518), la flotta salpò il 12 dicembre 1481 e giunse ad Elmina, in un villaggio detto "Delle Due Parti", poco più di un mese dopo, il 19 gennaio 1482. Secondo alcuni storici, Cristoforo Colombo avrebbe fatto parte di questi equipaggi.
All'arrivo, Azambuja incaricò un commerciante portoghese che aveva vissuto a Elmina d'organizzare un incontro con il capo locale, Kwamin Ansah (pt. "Caramansa"). Azambuja raccontò al capo i grandi vantaggi nella costruzione di un forte, inclusa la "protezione del potentissimo re del Portogallo". Durante l'incontro, Azambuja e Kwamin Ansah furono coinvolti in un grande rituale di pace che ha incluso una festa, musicisti e molti partecipanti, sia portoghesi sia nativi. Kwamin Ansah, pur accettando la proposta di Azambuja come aveva già fatto con i portoghesi giunti prima di lui, era diffidente nei confronti di un insediamento permanente europeo. Tuttavia, con piani fermi già in atto, i portoghesi non si sarebbero lasciati scoraggiare. Dopo aver offerto doni, fatto promesse e accennato alle conseguenze del mancato rispetto degli accordi, i portoghesi hanno raggiunto un accordo con il riluttante Kwamin Ansah. Quando, la mattina dopo, iniziò la costruzione del forte, la riluttanza del capo indigeno si dimostrò fondata. Per costruire il forte nella posizione più difendibile della penisola, i portoghesi dovettero demolire le case di alcuni abitanti del villaggio che acconsentirono solo dopo essere stati risarciti. I portoghesi cercarono anche di estrarre una roccia vicina che gli abitanti di Elmina, animisti, credevano fosse la dimora del dio del fiume Benya.
Prima delle demolizioni, Azambuja aveva inviato un membro dell'equipaggio, João Bernaldes, con doni per il capo Kwamin Ansah e i suoi compaesani: bacinelle d'ottone, scialli e altra paccottiglia che sperava gli cattivassero la benevolenza degli indigeni mentre demoliva le loro case e le loro rocce sacre. Bernaldes consegnò però i doni solo 'dopo' l'avvio dei lavori, quando cioè gli indigeni erano ormai furenti per aver assistito alla demolizione senza preavviso o risarcimento. I Fante insorsero, uccidendo diversi portoghesi, finché si raggiunse una nuova intesa ma la continua opposizione spinse i lusitani a bruciare il villaggio indigeno per rappresaglia. Pur in quest'atmosfera tesa, il primo piano della torre fu completato dopo soli venti giorni, come risultato dell'aver portato materiali prefabbricati. Il resto del forte e una chiesa annessa furono completati poco dopo, nonostante la resistenza della popolazione locale.

### Apogeo e declino

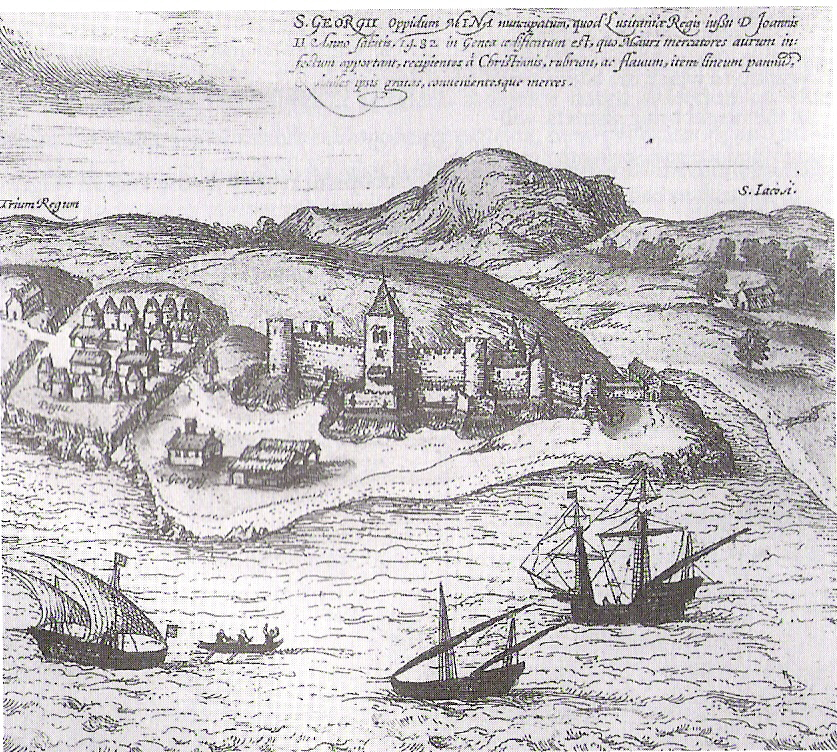
Il Castello di Elmina nel XVI secolo

Il Castelo de São Jorge da Mina fu il primo edificio prefabbricato europeo dell'Africa subsahariana. Al suo completamento, Elmina si costituì come una vera e propria città. Azambuja fu nominato governatore e Re Giovanni II gli garantì il titolo di "Signore di Guinea", carica che mantenne fino al 1484, quando tornò a Lisbona. I successivi castellani furono tutti illustri elementi del Regno, nominati per periodi di tre anni. Il fortino accentrò ben presto l'importanza militare ed economica che in precedenza era stata detenuta dalla feitoria dell'isola di Arguim, al confine meridionale della Mauritania, la prima feitoria fondata dai lusitani durante le loro esplorazioni. Il 'Signore di Guinea' aveva pertanto vasti poteri concessigli dalla Corona, pur soggetti a un rigido regimento, per frenare il contrabbando di oro o altre pratiche illecite, e la loro autorità si estese agli altri avamposti successivamente fondati lungo la costa: Forte Santo Antonio (1515), il Castello di Osu, Forte San Sebastian (ca. 1525), ecc.
All'apice del commercio dell'oro, all'inizio del XVI secolo, dalla Costa dell'Oro venivano esportate annualmente 24.000 once d'oro, pari a un decimo dell'offerta mondiale complessiva. In quel periodo, divennero frequenti gli attacchi dei corsari francesi alle navi portoghesi di ritorno da Elmina, oltre che dall'India e dal Brasile. Lo stesso valeva per i Sea Dogs del Regno d'Inghilterra con la quale fu firmato un trattato nel 1570. Quando però l'Unione iberica operata da Filippo II di Spagna riunì sotto un unico scettro Spagna e Portogallo, le rotte e le feitoria lusitane tornarono ad essere bersaglio delle scorrerie inglesi. L'avvio della Guerra degli ottant'anni tra l'Impero spagnolo e le Province Unite d'Olanda scatenò inoltre contro l'impero coloniale portoghese un nuovo pericoloso nemico: la Compagnia olandese delle Indie occidentali. Nel 1596, gli olandesi fecero un primo tentativo infruttuoso di conquistare il castello. Il colpo riuscì nel 1637, quando ormai il Castelo de São Jorge era presidiato da solo quaranta soldati, malati e male armati, dopo di che Elmina divenne la capitale della Costa d'Oro olandese. Durante il periodo del controllo olandese, su una collina vicina fu costruita una nuova fortezza più piccola per proteggere São Jorge dagli attacchi dell'entroterra: Fort Coenraadsburg. Gli olandesi continuarono la tratta triangolare atlantica degli schiavi fino al 1814, quando abolirono la tratta degli schiavi, ai sensi del trattato anglo-olandese sulla tratta degli schiavi.
Nel 1872, gli inglesi conquistarono il territorio olandese e il forte in base ai trattati anglo-olandesi di Sumatra del 1871.

## Effetti della presenza europea: la tratta degli schiavi

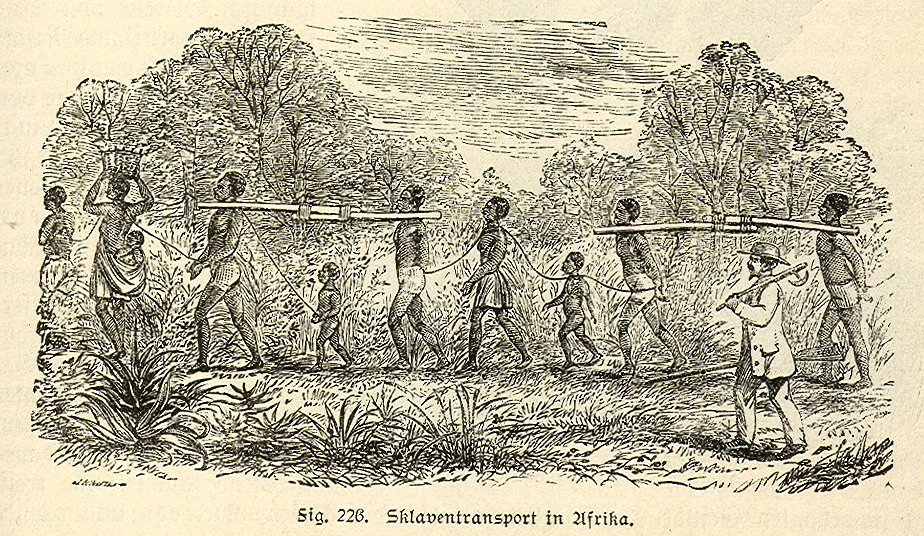
Trasporto di schiavi in Africa, da una incisione del XIX secolo

Il Castelo de São Jorge da Mina, primo esempio di presenza permanente dei portoghesi (degli europei in senso lato) in Africa occidentale, ebbe un effetto profondo sugli indigeni della costa. Su sollecitazione portoghese, Elmina si dichiarò uno stato indipendente il cui governatore prese poi il controllo degli affari della città. Al popolo di Elmina fu offerta protezione portoghese contro gli attacchi delle vicine tribù costiere, con le quali i portoghesi avevano rapporti molto meno cordiali (anche se erano amichevoli con le potenti nazioni commerciali dell'interno africano). Se qualche locale tentava di commerciare con una nazione diversa dal Portogallo, i lusitani reagivano con brutalità, spesso formando alleanze con i nemici della nazione traditrice. L'ostilità tra i gruppi aumentò e l'organizzazione tradizionale delle società indigene soffrì, soprattutto dopo che i portoghesi introdussero le armi da fuoco il cui impatto sulla storia militare dell'Africa cominciò appunto in questo periodo.
Il commercio con gli europei contribuì a rendere alcuni beni, come tessuti e perline, più disponibili per le popolazioni costiere, ma il coinvolgimento europeo interruppe le tradizionali rotte commerciali tra le popolazioni costiere e le popolazioni dell'entroterra eliminando gli intermediari locali. Mercanti di altre tribù, popoli ed etnie gonfiarono la popolazione di Elmina, attirati dalla possibilità di commerciare con i portoghesi che gradualmente stabilirono un loro monopolio sui commerci dell'Africa occidentale.

Fin dall'inizio, le autorità portoghesi decisero che São Jorge da Mina non si sarebbe impegnato direttamente nella tratta degli schiavi, poiché non desideravano interrompere l'estrazione dell'oro e le rotte commerciali del suo entroterra con le guerre necessarie per catturare le persone libere e schiavizzarle. I portoghesi si limitarono a farne il punto di trasbordo, su cui convergevano le spedizioni di prigionieri dalla Costa degli Schiavi (Benin) e São Tomé. Nel XVII secolo, la maggior parte del commercio nell'Africa occidentale si concentrava sulla vendita di schiavi e São Jorge da Mina svolse un ruolo significativo nella tratta degli schiavi dell'Africa occidentale. Il castello fungeva da deposito dove venivano portati schiavi africani da diversi regni dell'Africa occidentale. Gli africani, oggetto di spedizioni annuali organizzate dai regni costieri africani coinvolti attivamente nella tratta degli schiavi, venivano catturati nell'entroterra dai cacciatori di schiavi e venduti prima ai portoghesi e successivamente agli olandesi in cambio di beni come tessuti e cavalli.

## Ristrutturazione e riutilizzo
Il castello è stato ampiamente restaurato dal governo del Ghana negli anni '90 e i lavori proseguono: Il restauro del ponte che porta al castello è stato uno dei compiti prioritari del progetto. Ad agosto 2006, la ristrutturazione del ponte è stata completata e la costruzione delle terrazze superiori continua.
Oggi l'economia di Elmina è sostenuta dal turismo e dalla pesca. Il castello è utilizzato come museo nazionale del Ghana e il monumento è stato designato come sito del patrimonio mondiale dall'UNESCO nel 1979. È un luogo di pellegrinaggio per molti afroamericani che cercano di connettersi con le loro perdute origini. Nel 2006, il "Progetto Zamani" ha documentato il Castello di Elmina con la scansione laser 3D terrestre. Il modello 3D, un giro panoramico, prospetti, sezioni e piante del Castello di Elmina sono disponibili sul sito del progetto. Il gruppo di ricerca senza scopo di lucro è specializzato nella documentazione digitale 3D del patrimonio culturale tangibile. I dati generati dal Progetto Zamani creano un registro permanente che può essere utilizzato per la ricerca, l'istruzione, il restauro e la conservazione.

## Galleria d'immagini

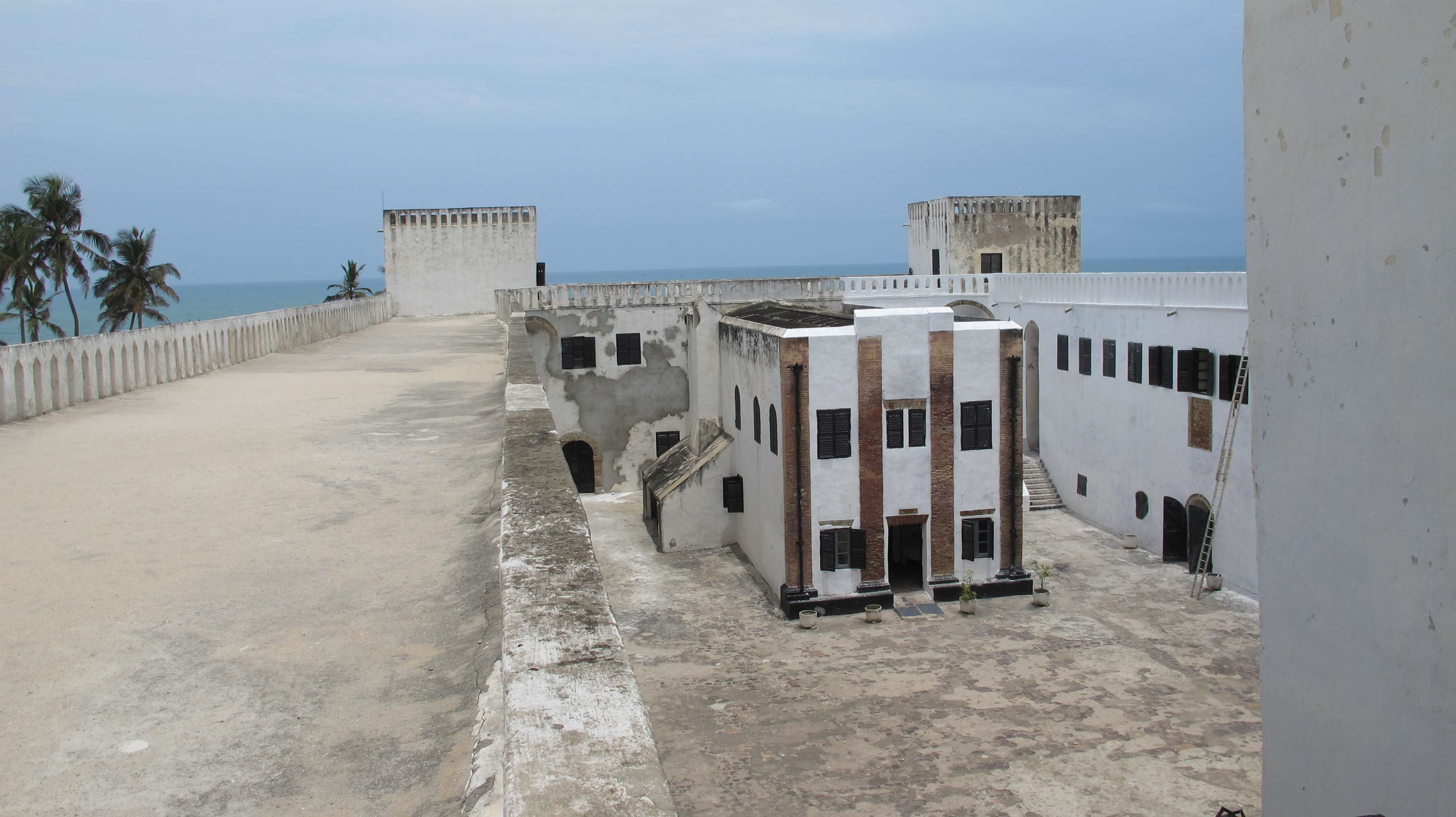
Interno del castello - la chiesa
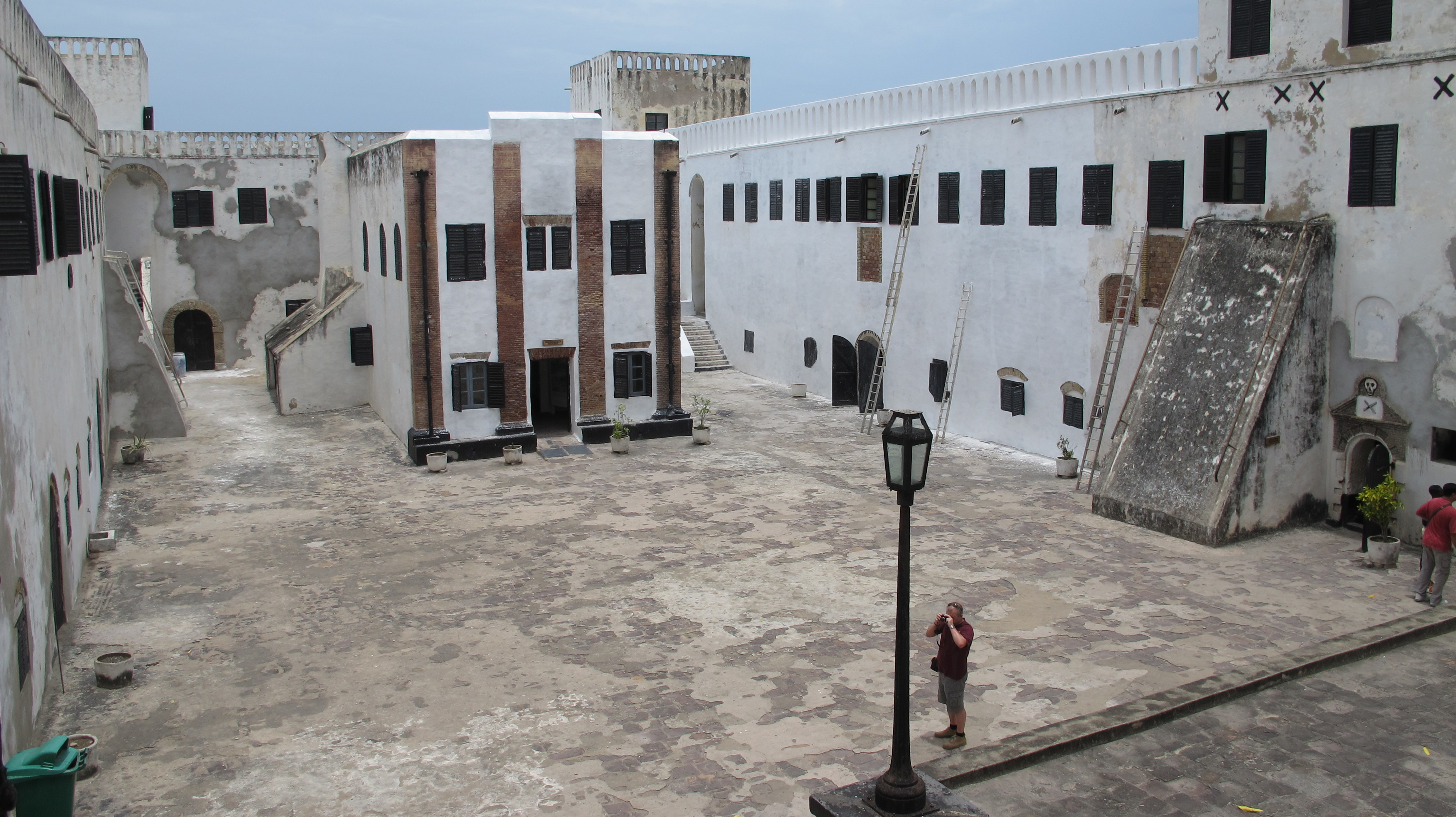
Interno del castello
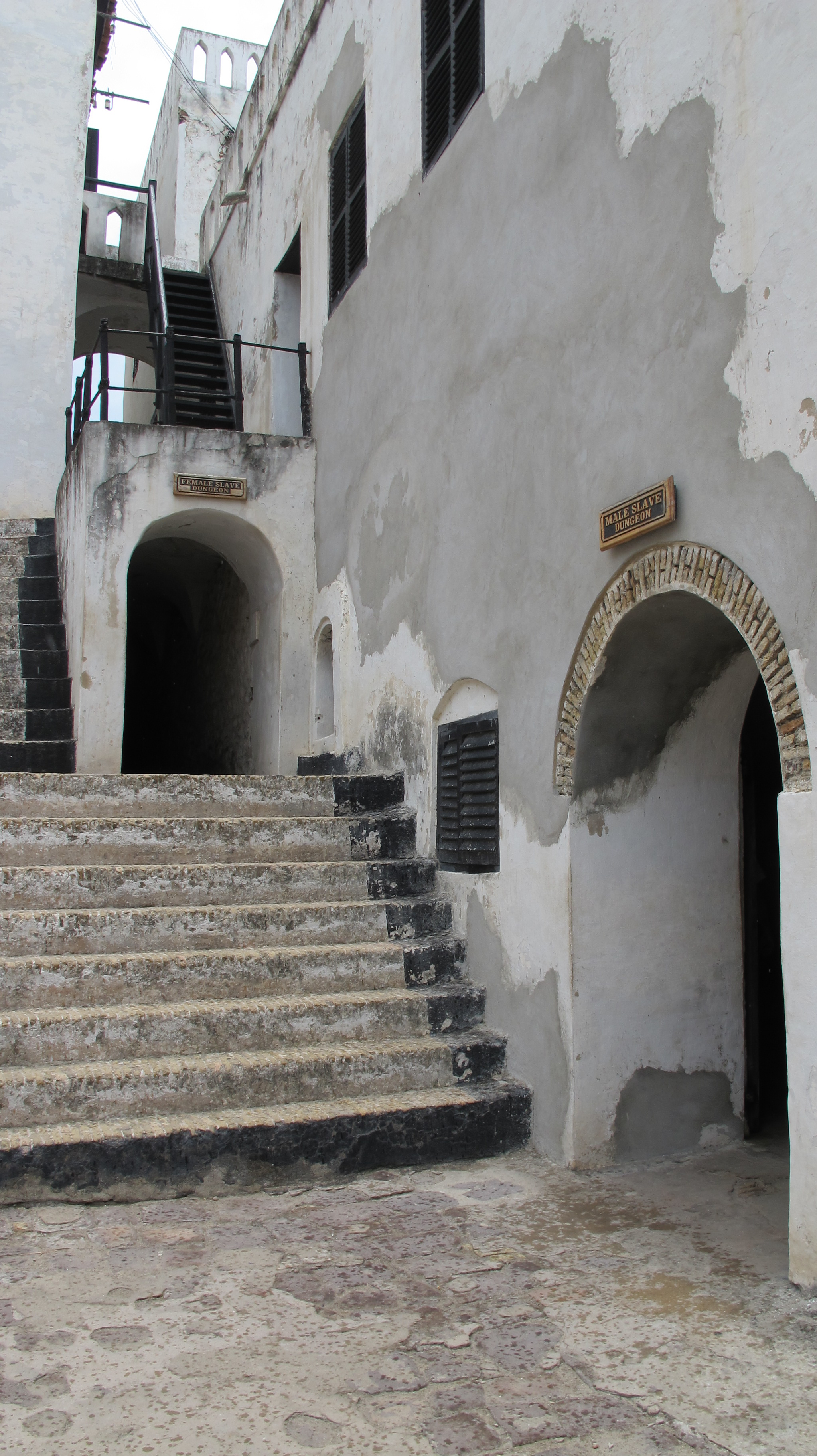
I cancelli d'ingresso degli schiavi (separati tra maschi e femmine)
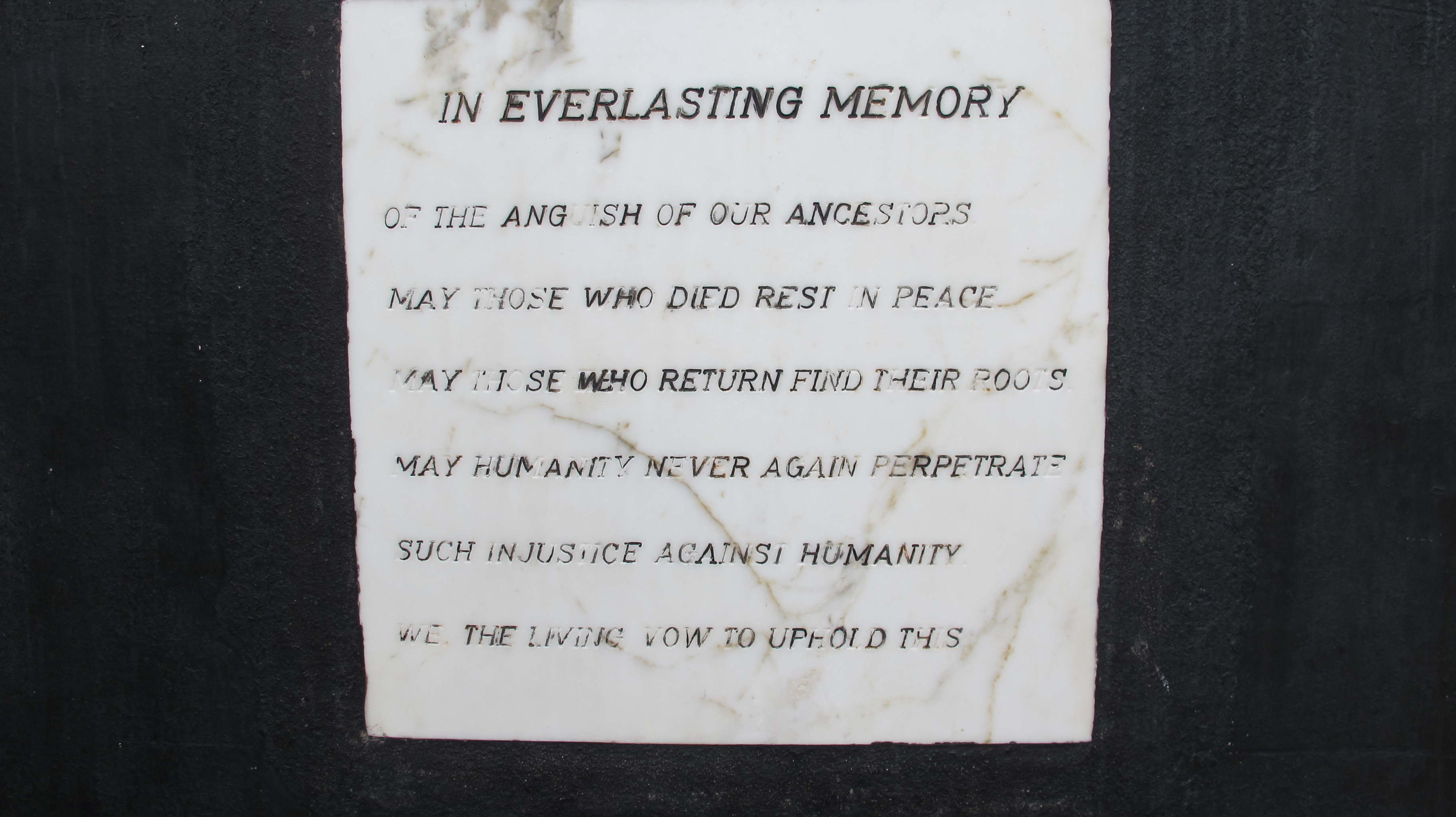
Iscrizione commemorativa del castello
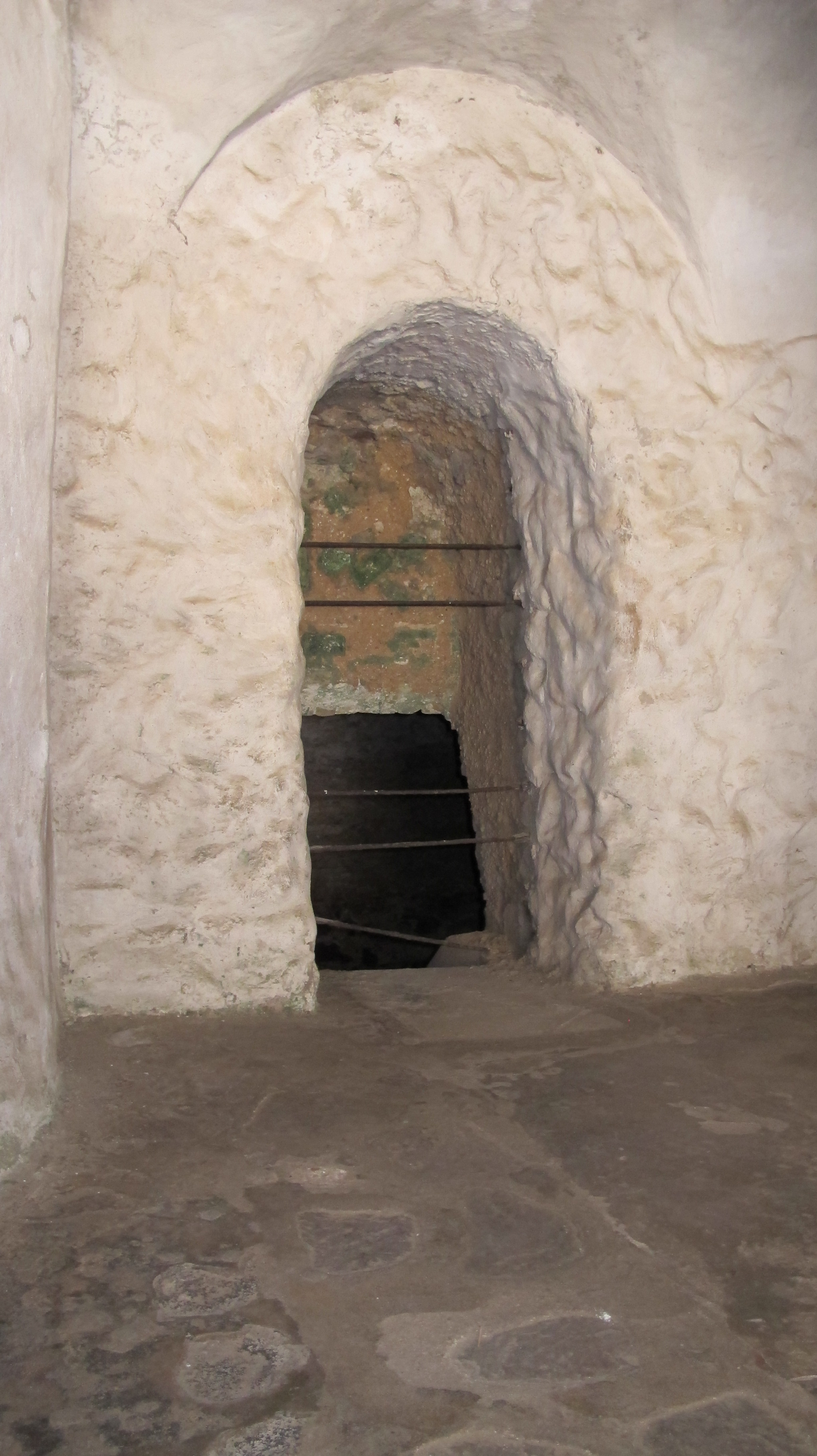
Il cancello d'uscita degli schiavi
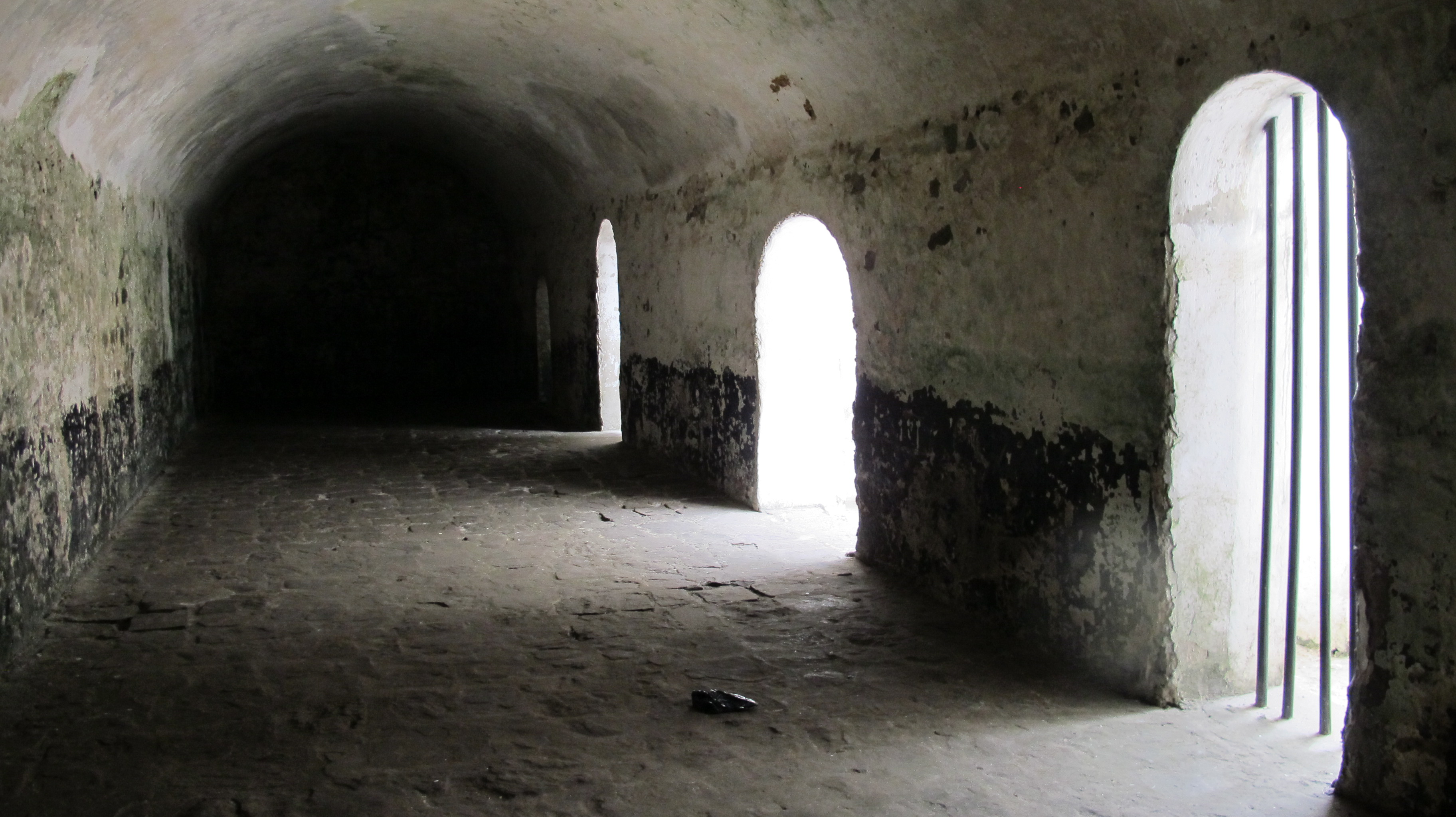
Interno del castello - celle degli schiavi
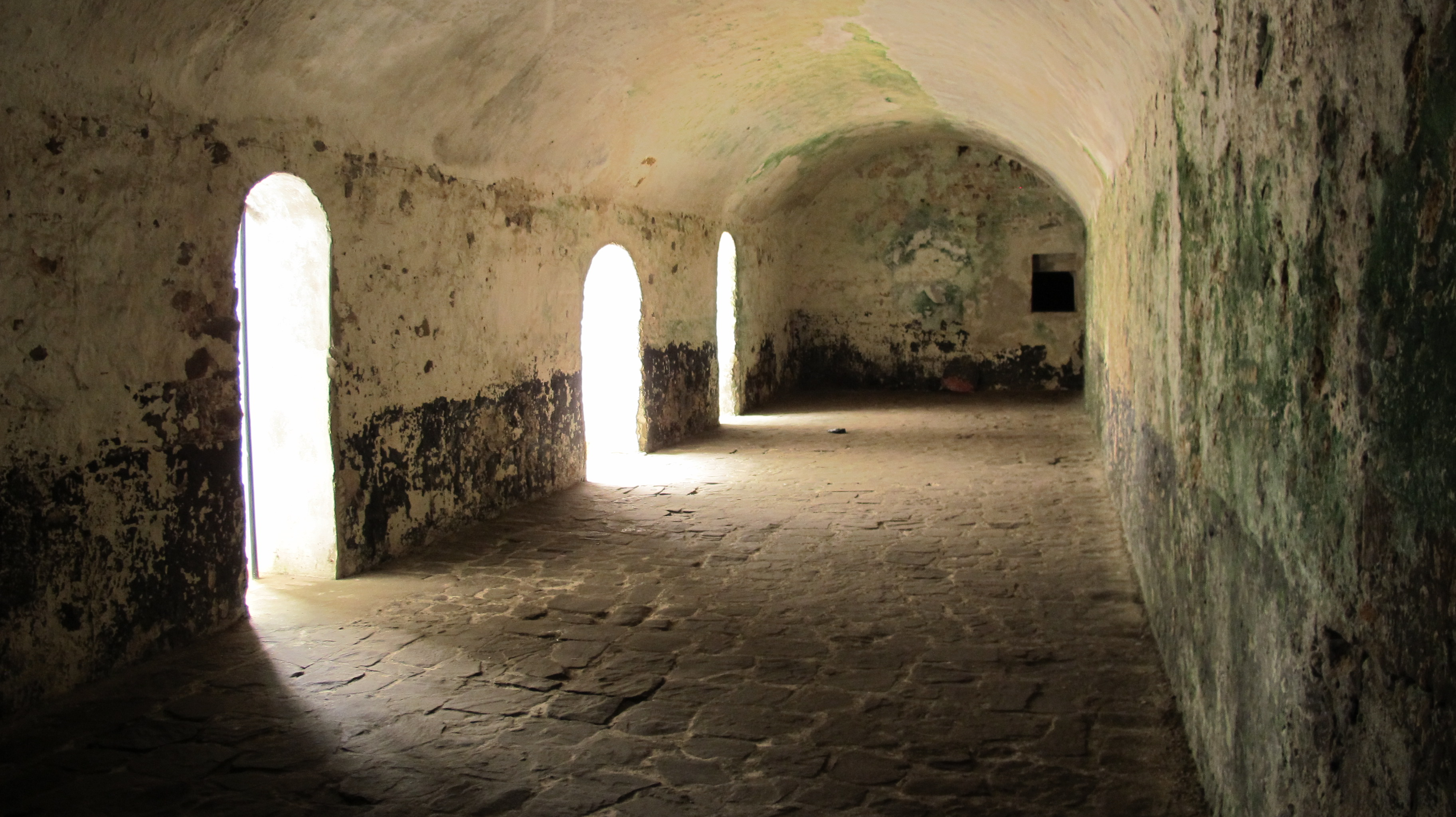
Interno del castello - celle degli schiavi
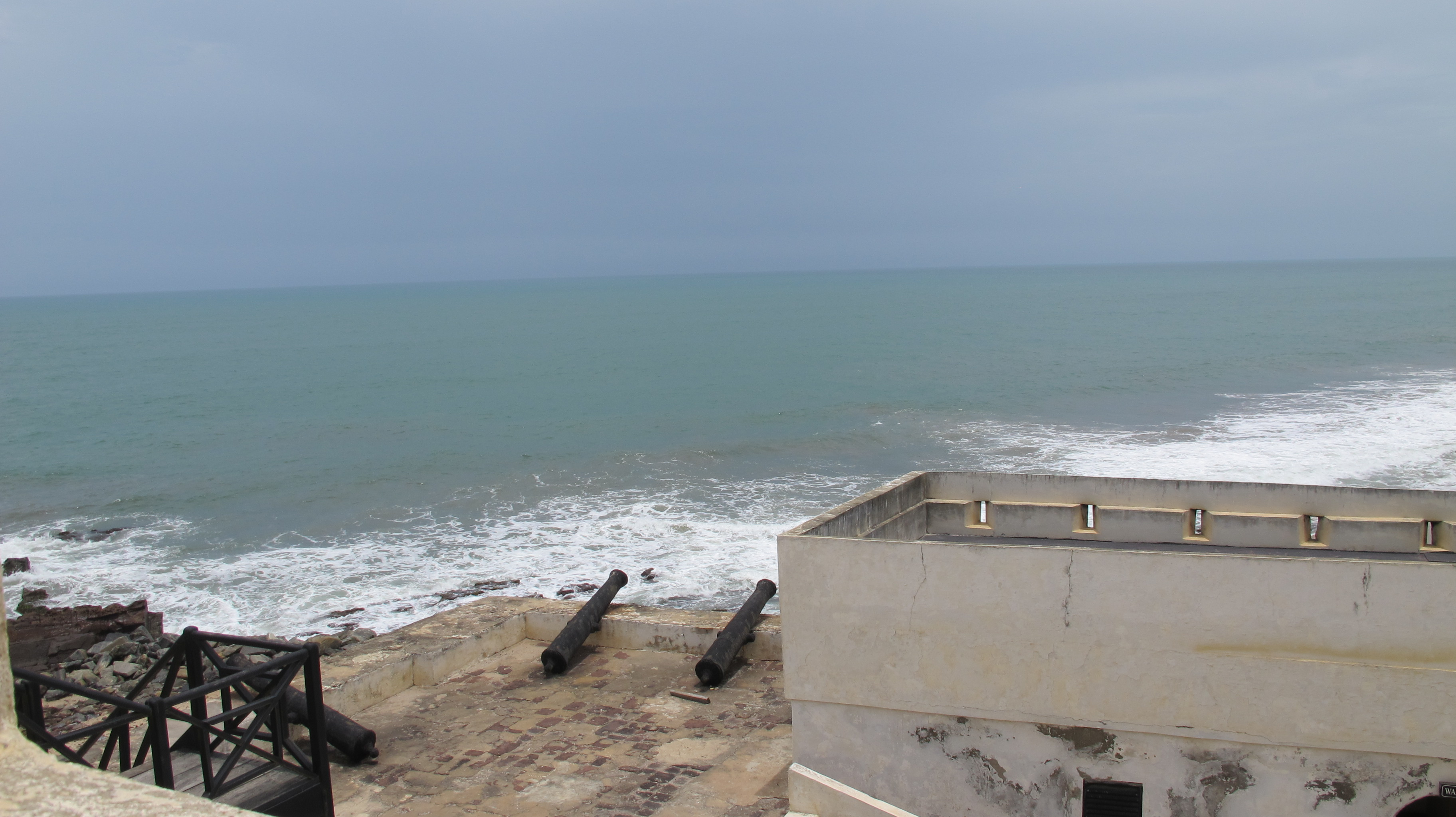
Difese del castello
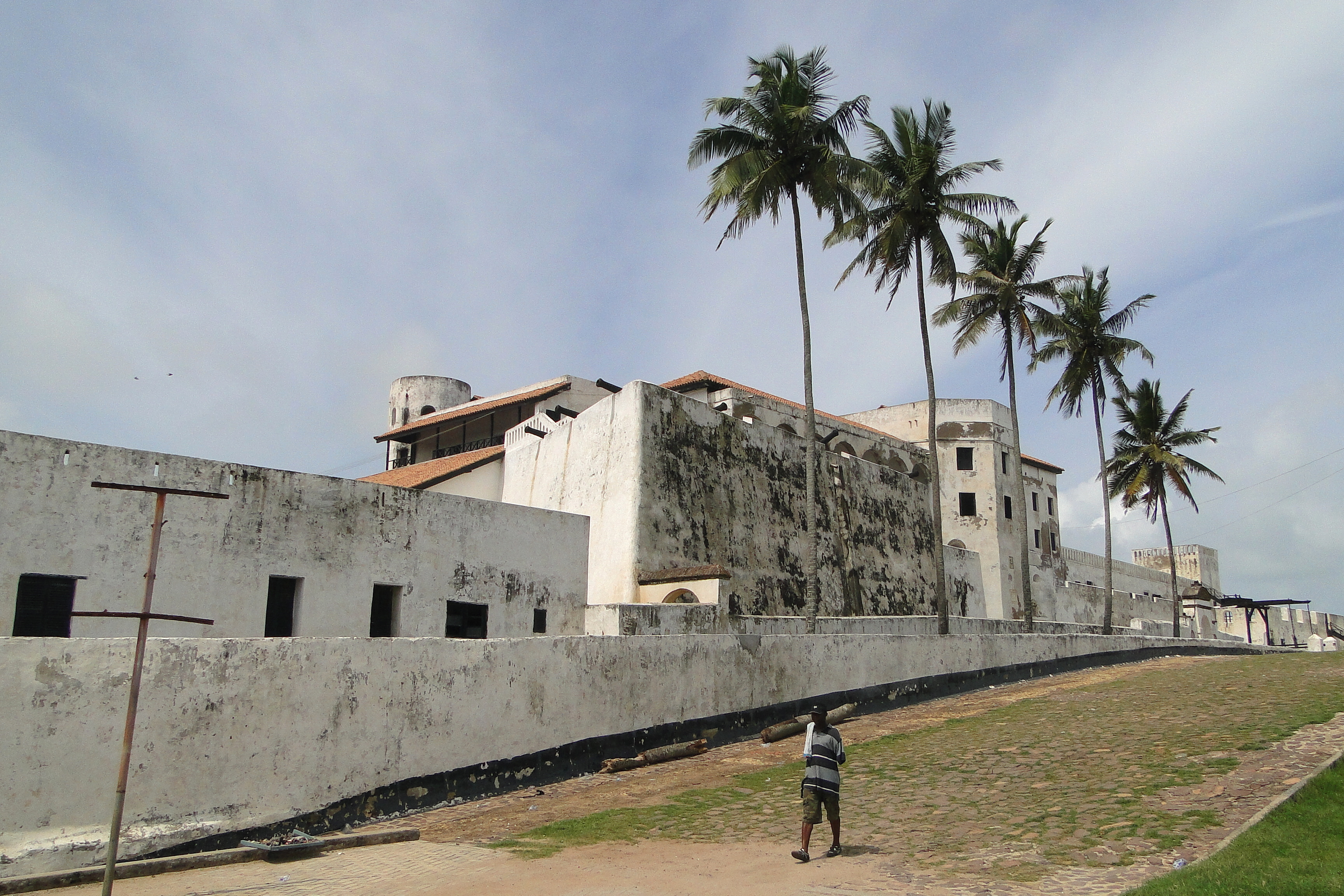
Veduta del castello
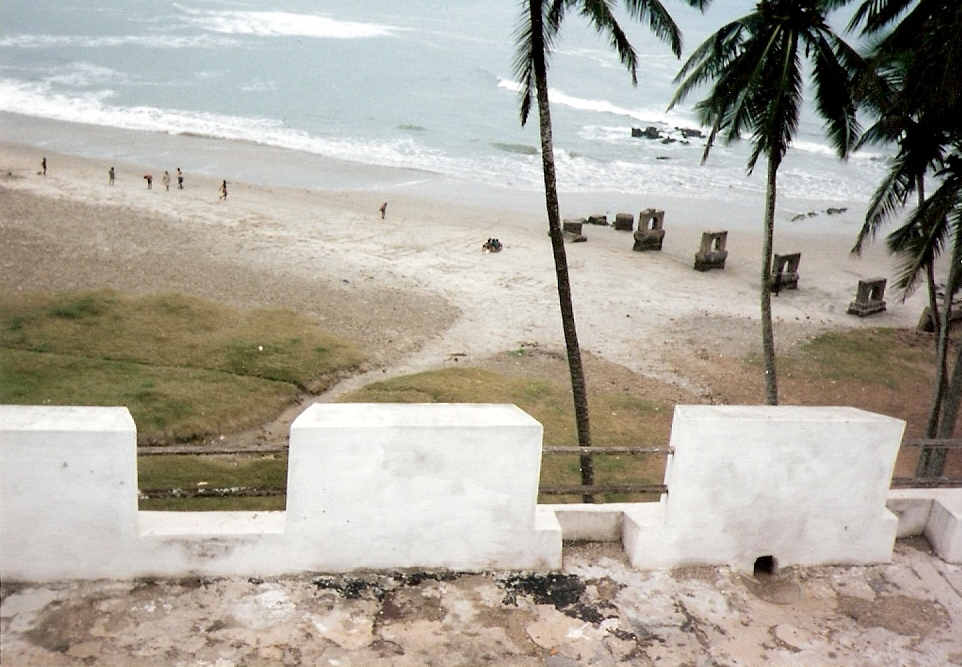
Resti del molo del castello
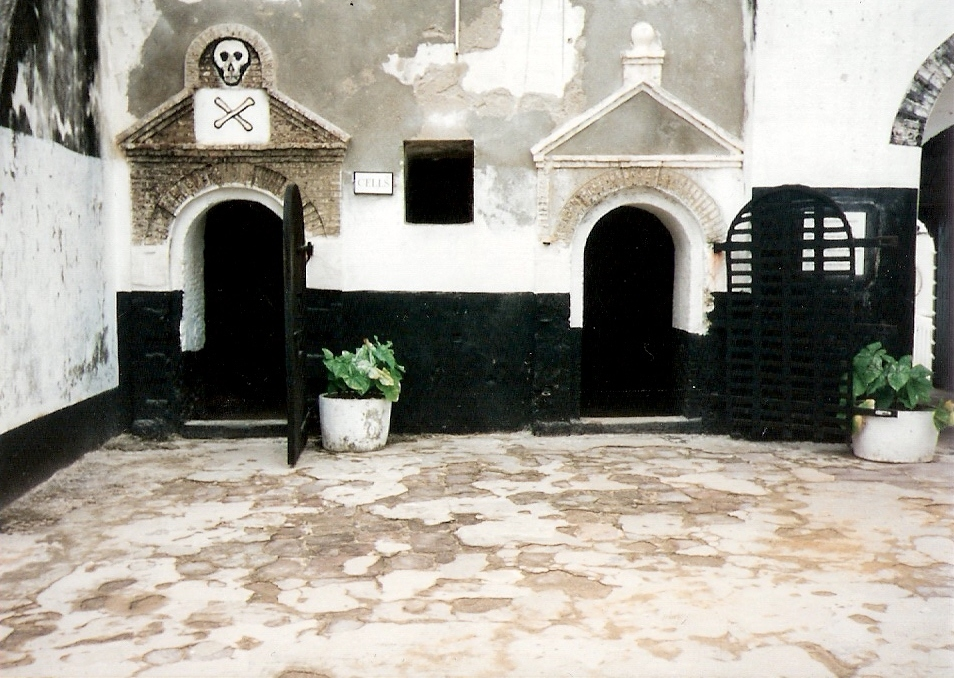
Interno del castello - cella d'isolamento
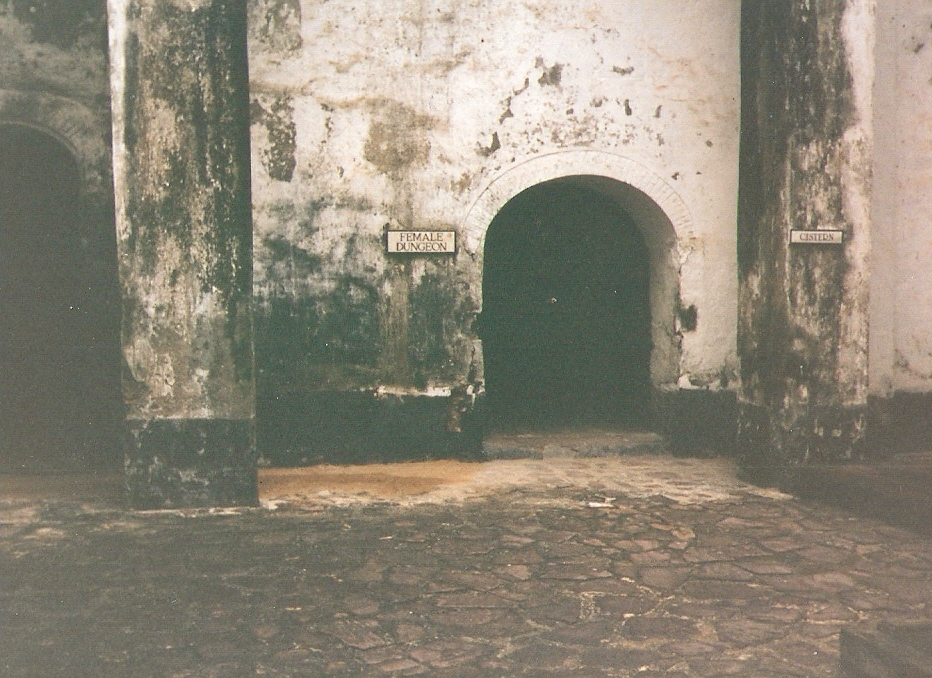
Dongione delle donne (fotografia del 1995)
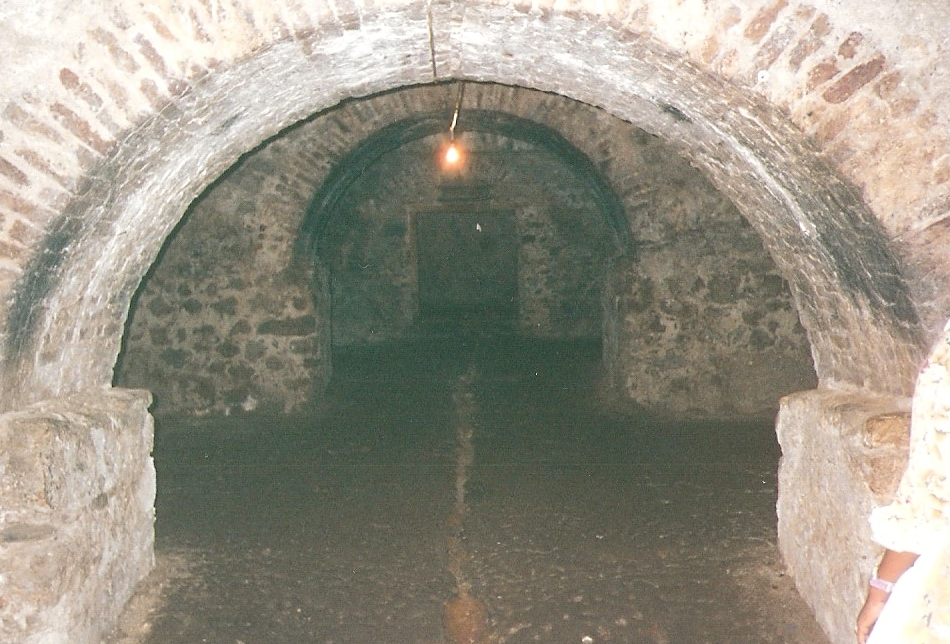
Dongione (fotografia del 1995)

### Fonti
- (PT) Duarte Pacheco Pereira, Esmeraldo de Situ Orbis, 1509.

### Studi
- (EN) Andrea Aj e Overfield JH, African Colonialism, in The Human Record: Sources of Global History, vol. 2, 5.ª ed., Boston, Houghton Mifflin Company, 2005.
- (EN) Bruner EM, Tourism in Ghana: The representation of slavery and the return of the Black Diaspora, in American Anthropologist, vol. 98,  pp. 290-304.
- (EN) Claridge WW, A History of the Gold Coast and Ashanti, 2.ª ed., Londra, Frank Cass & Co. Ltd, 1964.
- (EN) Daaku KY, Trade & Politics on the Gold Coast 1600–1720, Oxford University Press, 1970.
- (EN) DeCorse CR, An Archaeology of Elmina: Africans and Europeans on the Gold Coast, 1400–1900, Smithsonian Institution Press, 2001.
- (EN) Doortmont MR e Smit J, Sources for the Mutual History of Ghana and the Netherlands. An annotated guide to the Dutch archives relating to Ghana and West Africa in the Nationaal Archief, 1593–1960s, Leida, Brill, 2007, ISBN 978-90-04-15850-4.
- (EN) Hair PEH, The Founding of the Castelo de São Jorge da Mina: an analysis of the sources, Madison, University of Wisconsin, 1994, ISBN 0-942615-21-2.
- (EN) Lawrence AW, Trade Castles & Forts of West Africa, Londra, Jonathan Cape, 1963.
- (EN) Van Dantzig A, Forts and Castles of Ghana, Accra, Sedco Publishing, 1999, ISBN 9964-72-010-6.